# Gibberula catenata
Gibberula catenata is een slakkensoort uit de familie van de Cystiscidae. De wetenschappelijke naam van de soort werd in 1803 voor het eerst geldig gepubliceerd door George Montagu.